# 1655
Portal Geschichte | Portal Biografien | Aktuelle Ereignisse | Jahreskalender | Tagesartikel

◄ |
16. Jahrhundert |
17. Jahrhundert
| 18. Jahrhundert | ►

◄ |
1620er |
1630er |
1640er |
1650er
| 1660er | 1670er | 1680er | ►

◄◄ |
◄ |
1651 |
1652 |
1653 |
1654 |
1655
| 1656 | 1657 | 1658 | 1659 | ► | ►►
Staatsoberhäupter  · Nekrolog   · Musikjahr
| Januar | Januar | Januar | Januar | Januar | Januar | Januar | Januar |
| Kw     | Mo     | Di     | Mi     | Do     | Fr     | Sa     | So     |
| ------ | ------ | ------ | ------ | ------ | ------ | ------ | ------ |
| 53     |        |        |        |        | 1      | 2      | 3      |
| 1      | 4      | 5      | 6      | 7      | 8      | 9      | 10     |
| 2      | 11     | 12     | 13     | 14     | 15     | 16     | 17     |
| 3      | 18     | 19     | 20     | 21     | 22     | 23     | 24     |
| 4      | 25     | 26     | 27     | 28     | 29     | 30     | 31     |

| Februar | Februar | Februar | Februar | Februar | Februar | Februar | Februar |
| Kw      | Mo      | Di      | Mi      | Do      | Fr      | Sa      | So      |
| ------- | ------- | ------- | ------- | ------- | ------- | ------- | ------- |
| 5       | 1       | 2       | 3       | 4       | 5       | 6       | 7       |
| 6       | 8       | 9       | 10      | 11      | 12      | 13      | 14      |
| 7       | 15      | 16      | 17      | 18      | 19      | 20      | 21      |
| 8       | 22      | 23      | 24      | 25      | 26      | 27      | 28      |

| März | März | März | März | März | März | März | März |
| Kw   | Mo   | Di   | Mi   | Do   | Fr   | Sa   | So   |
| ---- | ---- | ---- | ---- | ---- | ---- | ---- | ---- |
| 9    | 1    | 2    | 3    | 4    | 5    | 6    | 7    |
| 10   | 8    | 9    | 10   | 11   | 12   | 13   | 14   |
| 11   | 15   | 16   | 17   | 18   | 19   | 20   | 21   |
| 12   | 22   | 23   | 24   | 25   | 26   | 27   | 28   |
| 13   | 29   | 30   | 31   |      |      |      |      |

| April | April | April | April | April | April | April | April |
| Kw    | Mo    | Di    | Mi    | Do    | Fr    | Sa    | So    |
| ----- | ----- | ----- | ----- | ----- | ----- | ----- | ----- |
| 13    |       |       |       | 1     | 2     | 3     | 4     |
| 14    | 5     | 6     | 7     | 8     | 9     | 10    | 11    |
| 15    | 12    | 13    | 14    | 15    | 16    | 17    | 18    |
| 16    | 19    | 20    | 21    | 22    | 23    | 24    | 25    |
| 17    | 26    | 27    | 28    | 29    | 30    |       |       |

| Mai | Mai | Mai | Mai | Mai | Mai | Mai | Mai |
| Kw  | Mo  | Di  | Mi  | Do  | Fr  | Sa  | So  |
| --- | --- | --- | --- | --- | --- | --- | --- |
| 17  |     |     |     |     |     | 1   | 2   |
| 18  | 3   | 4   | 5   | 6   | 7   | 8   | 9   |
| 19  | 10  | 11  | 12  | 13  | 14  | 15  | 16  |
| 20  | 17  | 18  | 19  | 20  | 21  | 22  | 23  |
| 21  | 24  | 25  | 26  | 27  | 28  | 29  | 30  |
| 22  | 31  |     |     |     |     |     |     |

| Juni | Juni | Juni | Juni | Juni | Juni | Juni | Juni |
| Kw   | Mo   | Di   | Mi   | Do   | Fr   | Sa   | So   |
| ---- | ---- | ---- | ---- | ---- | ---- | ---- | ---- |
| 22   |      | 1    | 2    | 3    | 4    | 5    | 6    |
| 23   | 7    | 8    | 9    | 10   | 11   | 12   | 13   |
| 24   | 14   | 15   | 16   | 17   | 18   | 19   | 20   |
| 25   | 21   | 22   | 23   | 24   | 25   | 26   | 27   |
| 26   | 28   | 29   | 30   |      |      |      |      |

| Juli | Juli | Juli | Juli | Juli | Juli | Juli | Juli |
| Kw   | Mo   | Di   | Mi   | Do   | Fr   | Sa   | So   |
| ---- | ---- | ---- | ---- | ---- | ---- | ---- | ---- |
| 26   |      |      |      | 1    | 2    | 3    | 4    |
| 27   | 5    | 6    | 7    | 8    | 9    | 10   | 11   |
| 28   | 12   | 13   | 14   | 15   | 16   | 17   | 18   |
| 29   | 19   | 20   | 21   | 22   | 23   | 24   | 25   |
| 30   | 26   | 27   | 28   | 29   | 30   | 31   |      |

| August | August | August | August | August | August | August | August |
| Kw     | Mo     | Di     | Mi     | Do     | Fr     | Sa     | So     |
| ------ | ------ | ------ | ------ | ------ | ------ | ------ | ------ |
| 30     |        |        |        |        |        |        | 1      |
| 31     | 2      | 3      | 4      | 5      | 6      | 7      | 8      |
| 32     | 9      | 10     | 11     | 12     | 13     | 14     | 15     |
| 33     | 16     | 17     | 18     | 19     | 20     | 21     | 22     |
| 34     | 23     | 24     | 25     | 26     | 27     | 28     | 29     |
| 35     | 30     | 31     |        |        |        |        |        |

| September | September | September | September | September | September | September | September |
| Kw        | Mo        | Di        | Mi        | Do        | Fr        | Sa        | So        |
| --------- | --------- | --------- | --------- | --------- | --------- | --------- | --------- |
| 35        |           |           | 1         | 2         | 3         | 4         | 5         |
| 36        | 6         | 7         | 8         | 9         | 10        | 11        | 12        |
| 37        | 13        | 14        | 15        | 16        | 17        | 18        | 19        |
| 38        | 20        | 21        | 22        | 23        | 24        | 25        | 26        |
| 39        | 27        | 28        | 29        | 30        |           |           |           |

| Oktober | Oktober | Oktober | Oktober | Oktober | Oktober | Oktober | Oktober |
| Kw      | Mo      | Di      | Mi      | Do      | Fr      | Sa      | So      |
| ------- | ------- | ------- | ------- | ------- | ------- | ------- | ------- |
| 39      |         |         |         |         | 1       | 2       | 3       |
| 40      | 4       | 5       | 6       | 7       | 8       | 9       | 10      |
| 41      | 11      | 12      | 13      | 14      | 15      | 16      | 17      |
| 42      | 18      | 19      | 20      | 21      | 22      | 23      | 24      |
| 43      | 25      | 26      | 27      | 28      | 29      | 30      | 31      |

| November | November | November | November | November | November | November | November |
| Kw       | Mo       | Di       | Mi       | Do       | Fr       | Sa       | So       |
| -------- | -------- | -------- | -------- | -------- | -------- | -------- | -------- |
| 44       | 1        | 2        | 3        | 4        | 5        | 6        | 7        |
| 45       | 8        | 9        | 10       | 11       | 12       | 13       | 14       |
| 46       | 15       | 16       | 17       | 18       | 19       | 20       | 21       |
| 47       | 22       | 23       | 24       | 25       | 26       | 27       | 28       |
| 48       | 29       | 30       |          |          |          |          |          |

| Dezember | Dezember | Dezember | Dezember | Dezember | Dezember | Dezember | Dezember |
| Kw       | Mo       | Di       | Mi       | Do       | Fr       | Sa       | So       |
| -------- | -------- | -------- | -------- | -------- | -------- | -------- | -------- |
| 48       |          |          | 1        | 2        | 3        | 4        | 5        |
| 49       | 6        | 7        | 8        | 9        | 10       | 11       | 12       |
| 50       | 13       | 14       | 15       | 16       | 17       | 18       | 19       |
| 51       | 20       | 21       | 22       | 23       | 24       | 25       | 26       |
| 52       | 27       | 28       | 29       | 30       | 31       |          |          |

| Januar | Januar | Januar | Januar | Januar | Januar | Januar | Januar |
| Kw     | Mo     | Di     | Mi     | Do     | Fr     | Sa     | So     |
| ------ | ------ | ------ | ------ | ------ | ------ | ------ | ------ |
| 53     |        |        |        |        | 1      | 2      | 3      |
| 1      | 4      | 5      | 6      | 7      | 8      | 9      | 10     |
| 2      | 11     | 12     | 13     | 14     | 15     | 16     | 17     |
| 3      | 18     | 19     | 20     | 21     | 22     | 23     | 24     |
| 4      | 25     | 26     | 27     | 28     | 29     | 30     | 31     |

| Februar | Februar | Februar | Februar | Februar | Februar | Februar | Februar |
| Kw      | Mo      | Di      | Mi      | Do      | Fr      | Sa      | So      |
| ------- | ------- | ------- | ------- | ------- | ------- | ------- | ------- |
| 5       | 1       | 2       | 3       | 4       | 5       | 6       | 7       |
| 6       | 8       | 9       | 10      | 11      | 12      | 13      | 14      |
| 7       | 15      | 16      | 17      | 18      | 19      | 20      | 21      |
| 8       | 22      | 23      | 24      | 25      | 26      | 27      | 28      |

| März | März | März | März | März | März | März | März |
| Kw   | Mo   | Di   | Mi   | Do   | Fr   | Sa   | So   |
| ---- | ---- | ---- | ---- | ---- | ---- | ---- | ---- |
| 9    | 1    | 2    | 3    | 4    | 5    | 6    | 7    |
| 10   | 8    | 9    | 10   | 11   | 12   | 13   | 14   |
| 11   | 15   | 16   | 17   | 18   | 19   | 20   | 21   |
| 12   | 22   | 23   | 24   | 25   | 26   | 27   | 28   |
| 13   | 29   | 30   | 31   |      |      |      |      |

| April | April | April | April | April | April | April | April |
| Kw    | Mo    | Di    | Mi    | Do    | Fr    | Sa    | So    |
| ----- | ----- | ----- | ----- | ----- | ----- | ----- | ----- |
| 13    |       |       |       | 1     | 2     | 3     | 4     |
| 14    | 5     | 6     | 7     | 8     | 9     | 10    | 11    |
| 15    | 12    | 13    | 14    | 15    | 16    | 17    | 18    |
| 16    | 19    | 20    | 21    | 22    | 23    | 24    | 25    |
| 17    | 26    | 27    | 28    | 29    | 30    |       |       |

| Mai | Mai | Mai | Mai | Mai | Mai | Mai | Mai |
| Kw  | Mo  | Di  | Mi  | Do  | Fr  | Sa  | So  |
| --- | --- | --- | --- | --- | --- | --- | --- |
| 17  |     |     |     |     |     | 1   | 2   |
| 18  | 3   | 4   | 5   | 6   | 7   | 8   | 9   |
| 19  | 10  | 11  | 12  | 13  | 14  | 15  | 16  |
| 20  | 17  | 18  | 19  | 20  | 21  | 22  | 23  |
| 21  | 24  | 25  | 26  | 27  | 28  | 29  | 30  |
| 22  | 31  |     |     |     |     |     |     |

| Juni | Juni | Juni | Juni | Juni | Juni | Juni | Juni |
| Kw   | Mo   | Di   | Mi   | Do   | Fr   | Sa   | So   |
| ---- | ---- | ---- | ---- | ---- | ---- | ---- | ---- |
| 22   |      | 1    | 2    | 3    | 4    | 5    | 6    |
| 23   | 7    | 8    | 9    | 10   | 11   | 12   | 13   |
| 24   | 14   | 15   | 16   | 17   | 18   | 19   | 20   |
| 25   | 21   | 22   | 23   | 24   | 25   | 26   | 27   |
| 26   | 28   | 29   | 30   |      |      |      |      |

| Juli | Juli | Juli | Juli | Juli | Juli | Juli | Juli |
| Kw   | Mo   | Di   | Mi   | Do   | Fr   | Sa   | So   |
| ---- | ---- | ---- | ---- | ---- | ---- | ---- | ---- |
| 26   |      |      |      | 1    | 2    | 3    | 4    |
| 27   | 5    | 6    | 7    | 8    | 9    | 10   | 11   |
| 28   | 12   | 13   | 14   | 15   | 16   | 17   | 18   |
| 29   | 19   | 20   | 21   | 22   | 23   | 24   | 25   |
| 30   | 26   | 27   | 28   | 29   | 30   | 31   |      |

| August | August | August | August | August | August | August | August |
| Kw     | Mo     | Di     | Mi     | Do     | Fr     | Sa     | So     |
| ------ | ------ | ------ | ------ | ------ | ------ | ------ | ------ |
| 30     |        |        |        |        |        |        | 1      |
| 31     | 2      | 3      | 4      | 5      | 6      | 7      | 8      |
| 32     | 9      | 10     | 11     | 12     | 13     | 14     | 15     |
| 33     | 16     | 17     | 18     | 19     | 20     | 21     | 22     |
| 34     | 23     | 24     | 25     | 26     | 27     | 28     | 29     |
| 35     | 30     | 31     |        |        |        |        |        |

| September | September | September | September | September | September | September | September |
| Kw        | Mo        | Di        | Mi        | Do        | Fr        | Sa        | So        |
| --------- | --------- | --------- | --------- | --------- | --------- | --------- | --------- |
| 35        |           |           | 1         | 2         | 3         | 4         | 5         |
| 36        | 6         | 7         | 8         | 9         | 10        | 11        | 12        |
| 37        | 13        | 14        | 15        | 16        | 17        | 18        | 19        |
| 38        | 20        | 21        | 22        | 23        | 24        | 25        | 26        |
| 39        | 27        | 28        | 29        | 30        |           |           |           |

| Oktober | Oktober | Oktober | Oktober | Oktober | Oktober | Oktober | Oktober |
| Kw      | Mo      | Di      | Mi      | Do      | Fr      | Sa      | So      |
| ------- | ------- | ------- | ------- | ------- | ------- | ------- | ------- |
| 39      |         |         |         |         | 1       | 2       | 3       |
| 40      | 4       | 5       | 6       | 7       | 8       | 9       | 10      |
| 41      | 11      | 12      | 13      | 14      | 15      | 16      | 17      |
| 42      | 18      | 19      | 20      | 21      | 22      | 23      | 24      |
| 43      | 25      | 26      | 27      | 28      | 29      | 30      | 31      |

| November | November | November | November | November | November | November | November |
| Kw       | Mo       | Di       | Mi       | Do       | Fr       | Sa       | So       |
| -------- | -------- | -------- | -------- | -------- | -------- | -------- | -------- |
| 44       | 1        | 2        | 3        | 4        | 5        | 6        | 7        |
| 45       | 8        | 9        | 10       | 11       | 12       | 13       | 14       |
| 46       | 15       | 16       | 17       | 18       | 19       | 20       | 21       |
| 47       | 22       | 23       | 24       | 25       | 26       | 27       | 28       |
| 48       | 29       | 30       |          |          |          |          |          |

| Dezember | Dezember | Dezember | Dezember | Dezember | Dezember | Dezember | Dezember |
| Kw       | Mo       | Di       | Mi       | Do       | Fr       | Sa       | So       |
| -------- | -------- | -------- | -------- | -------- | -------- | -------- | -------- |
| 48       |          |          | 1        | 2        | 3        | 4        | 5        |
| 49       | 6        | 7        | 8        | 9        | 10       | 11       | 12       |
| 50       | 13       | 14       | 15       | 16       | 17       | 18       | 19       |
| 51       | 20       | 21       | 22       | 23       | 24       | 25       | 26       |
| 52       | 27       | 28       | 29       | 30       | 31       |          |          |

## Ereignisse

### Politik und Weltgeschehen

#### Englisch-Spanischer Krieg
- Oliver Cromwell versucht, den seit 1635 andauernden Französisch-Spanischen Krieg für sich zu nutzen. In der Operation Western Design plant England die Eroberung der spanischen Kolonien Hispaniola und Kuba.
- England beginnt den Englisch-Spanischen Krieg mit einer Seeblockade von Cádiz, sowie einem Angriff auf Spaniens Silberflotte.
- 10. Mai: Jamaika wird von den Engländern erobert, während die geplante Eroberung von Hispaniola und Kuba scheitert.

#### Nord-, Mittel- und Osteuropa

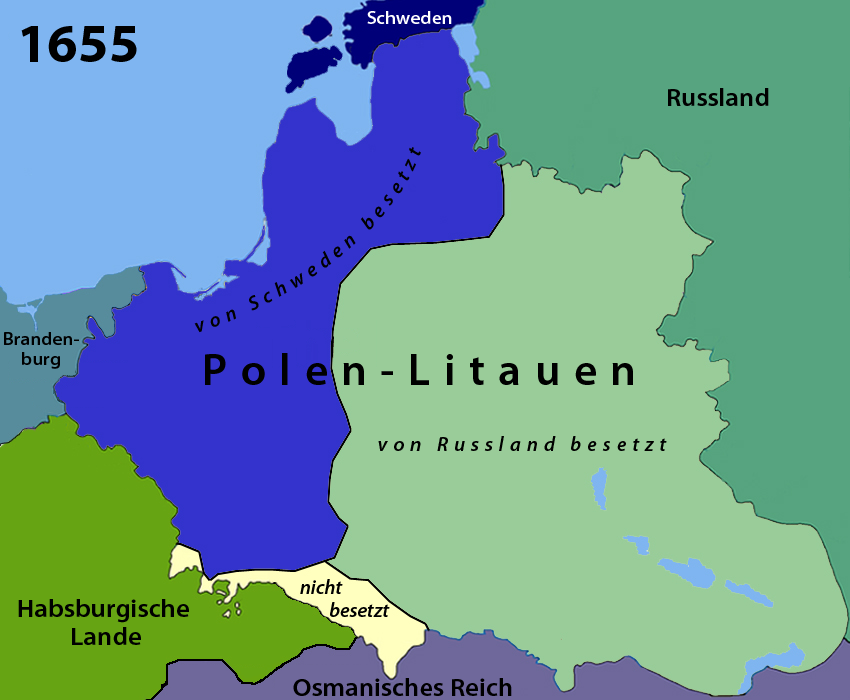
Polen 1655

Feldzüge im Russisch-Polnischen Krieg 1654–1667

- 1. Juli: Beginn des Zweiten Nordischen Krieges zwischen Polen-Litauen, Schweden und Russland um die Vorherrschaft im Baltikum
- 3. Juli: Im Russisch-Polnischen Krieg nehmen die Russen Vilnius ein.
- 20. Oktober: Die Union von Kėdainiai zwischen den litauischen Adeligen Janusz Radziwiłł und Bogusław Radziwiłł und dem Vertreter Schwedens, Magnus Gabriel De la Gardie, stellt das durch die Truppen des russischen Zaren Alexei im Osten bedrängte Großfürstentum Litauen faktisch unter das Protektorat des Königreichs Schweden.
- 18. November bis 27. Dezember: Die Belagerung von Jasna Góra endet mit einem Misserfolg für die angreifenden Schweden.
- 29./31. Dezember: Konföderation von Tyszowce
- Beginn der Gabelzeit auf den Färöern

#### Ungarn

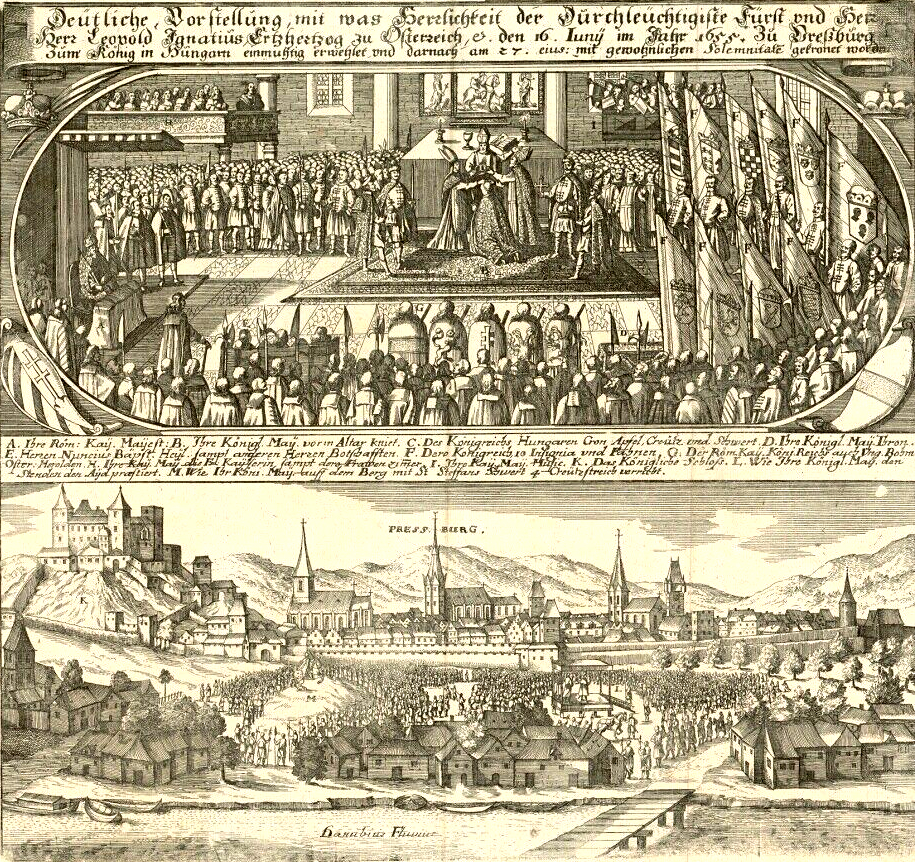
Krönung Leopolds I. zum König von Ungarn

- Leopold I. wird zum König von Ungarn gekrönt.

#### Eidgenossenschaft
- Johann Heinrich Waser, Bürgermeister von Zürich, entwirft das Bundesprojekt von 1655 für die Eidgenossenschaft, das aber von den katholischen Orten abgelehnt wird.

#### Amerikanische Kolonien
- Der Pfirsich-Krieg zwischen Wappinger-Indianern vom Stamm der Lenni Lenape und holländischen Siedlern in der Kolonie Nieuw Nederland beginnt.

Nya Sverige und Nieuw Nederland

- September: Niederländische Kolonisten aus Nieuw Nederland unter Petrus Stuyvesant erobern das Fort Casimir von den Schweden. Die 1638 gegründete schwedische Kolonie Nya Sverige hört damit auf zu existieren.

### Wirtschaft

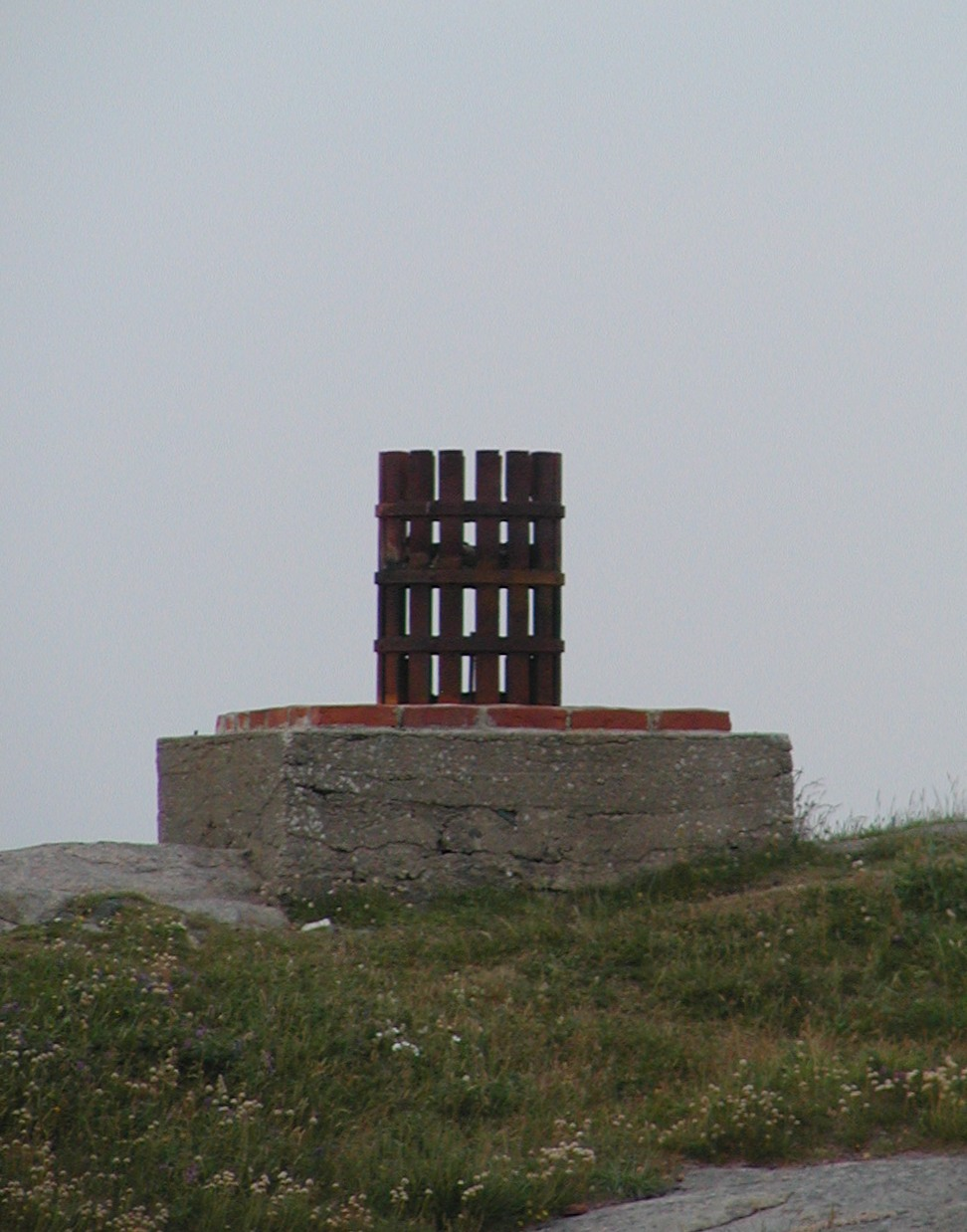
Rekonstruktion des ersten Leuchtfeuers

- 27. Februar: Am südlichsten Punkt Norwegens wird das erste Leuchtfeuer im Leuchtturm Lindesnes fyr angezündet. Das Licht von dreißig Kerzen hinter Bleiglasfenstern auf einem Holzturm soll Schiffen Orientierung bieten.
- Die Waldglashütte am Lakenborn wird gegründet.

### Wissenschaft und Technik
- 25. März: Christiaan Huygens entdeckt mit einem von ihm und seinem Bruder Constantijn selbstgebauten Teleskop den Saturnmond Titan.
- 14. Oktober: Die im Vorjahr von Kurfürst Friedrich Wilhelm von Brandenburg gegründete Universität Duisburg nimmt ihren Lehrbetrieb nach feierlicher Eröffnung unter Anwesenheit von Fürst Johann Moritz von Nassau-Siegen, dem Statthalter des Kurfürsten von Brandenburg im Herzogtum Kleve, auf. Die Universität hat vier Fakultäten: eine theologische, eine juristische, eine medizinische und eine philosophische und ist damit eine für die damalige Zeit voll ausgebaute Universität. Gründungsrektor ist der Professor für Theologie und Philosophie Johannes Clauberg.

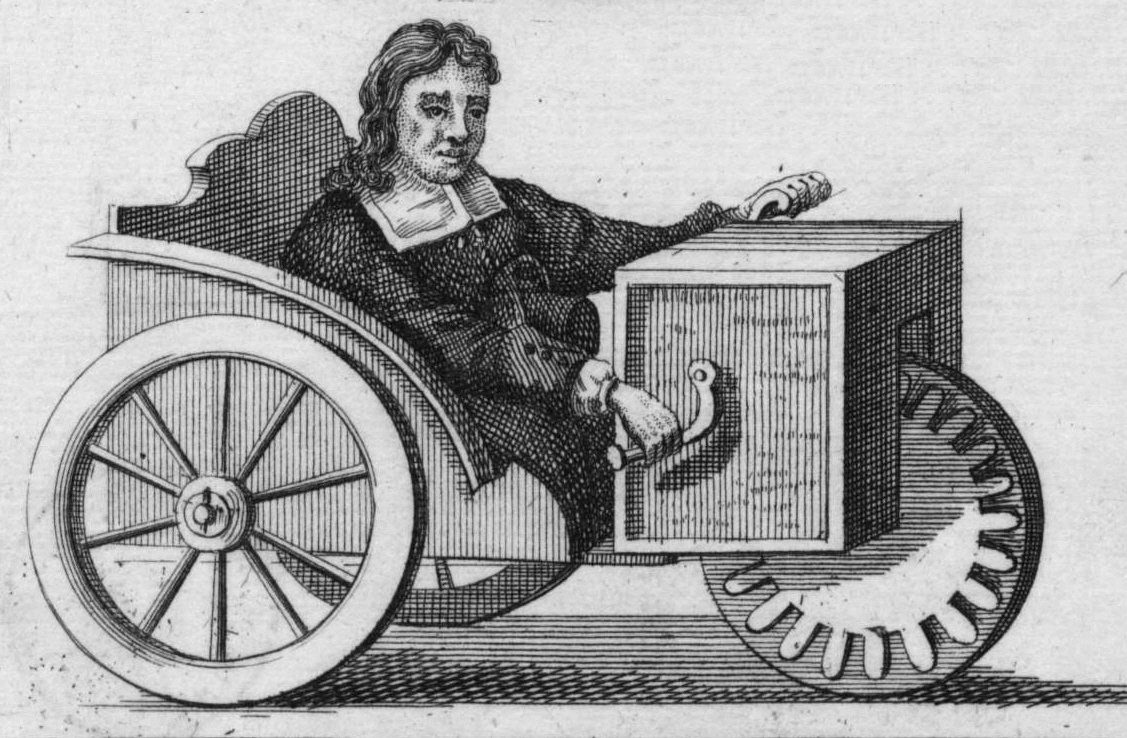
Farflers Konstruktion

- Der gehbehinderte Nürnberger Uhrmacher Stephan Farfler erfindet den Rollstuhl.
- Das englische Kriegsschiff Naseby läuft vom Stapel. Es gilt als Prototyp des Linienschiffes für die nächsten 150 Jahre.

### Kultur
- 4. November: Uraufführung des musikalischen Dramas L'Argia von Antonio Cesti in Innsbruck

### Gesellschaft
- 27. Mai: Alfonso IV. d’Este, der Herzog von Modena, heiratet per procurationem Laura Martinozzi, eine Nichte des französischen Ministers Jules Mazarin.

### Religion

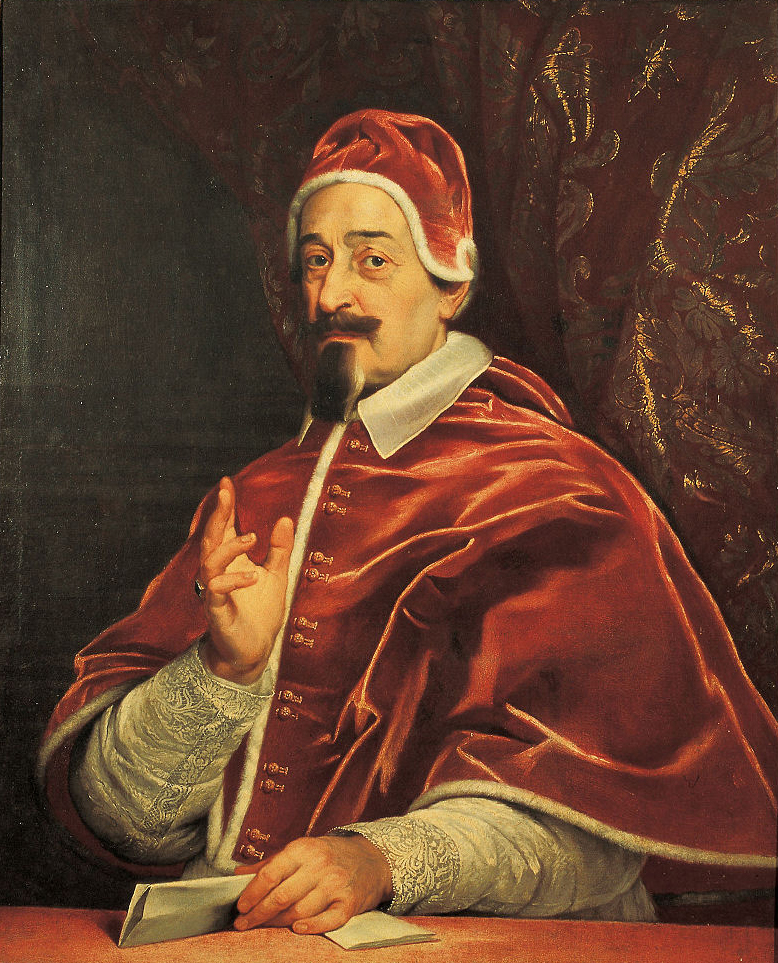
Alexander VII. (Gemälde von Giovanni Battista Gaulli)

- 7. April: Nach dem Tod von Papst Innozenz X. am 7. Januar benötigt das Konklave fast drei Monate zur Papstwahl. Nach erbittertem Streit wählen schließlich 63 der 64 anwesenden Kardinäle Fabio Chigi zum neuen Papst. Dieser nimmt den Namen Alexander VII. an und deklariert sich als Gegner des Nepotismus, ein Standpunkt, an den er sich im ersten Jahr seiner Regierung auch hält.
- In England wird das erste Festival of the Sons of the Clergy abgehalten.

## Historische Karten und Ansichten

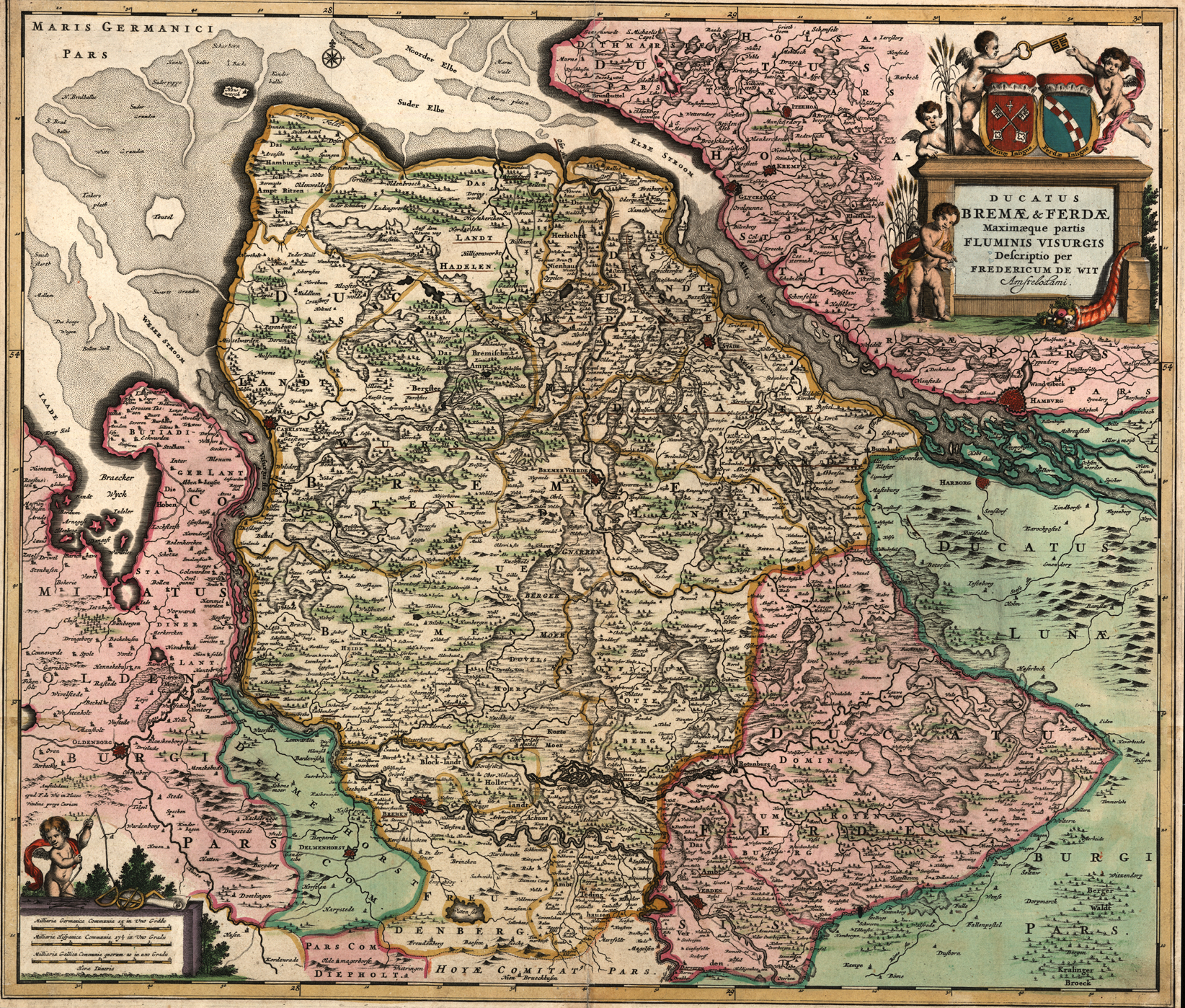
Bremen-Verden 1655

## Geboren

### Geburtsdatum gesichert
- 01. Januar: Christian Thomasius, deutscher Jurist und Philosoph († 1728)
- 06. Januar: Jakob I Bernoulli, Schweizer Mathematiker und Physiker († 1705)
- 06. Januar: Eleonore Magdalene von Pfalz-Neuburg, Kaiserin des Heiligen Römischen Reichs († 1720)
- 21. Januar: Johann Caspar von Völcker, deutscher Ingenieur, Architekt, Braunschweiger Festungsbaudirektor und Generalmajor († 1730)
- 25. Januar: Cornelius Anckarstjerna, schwedischer Admiral und Freiherr († 1714)
- 15. Februar: August, Herzog von Sachsen-Merseburg-Zörbig († 1715)
- 16. Februar: Karl Emil von Brandenburg, Sohn des Großen Kurfürsten († 1674)
- 25. Februar: Carel de Moor, niederländischer Maler († 1738)
- 28. Februar: Johann Beer, österreichischer Schriftsteller und Komponist († 1700)
- 04. März: Fra Galgario, italienischer Maler († 1743)
- 08. April: Ludwig Wilhelm I., der so genannte „Türkenlouis“, Regent der Grafschaft Baden-Baden († 1707)

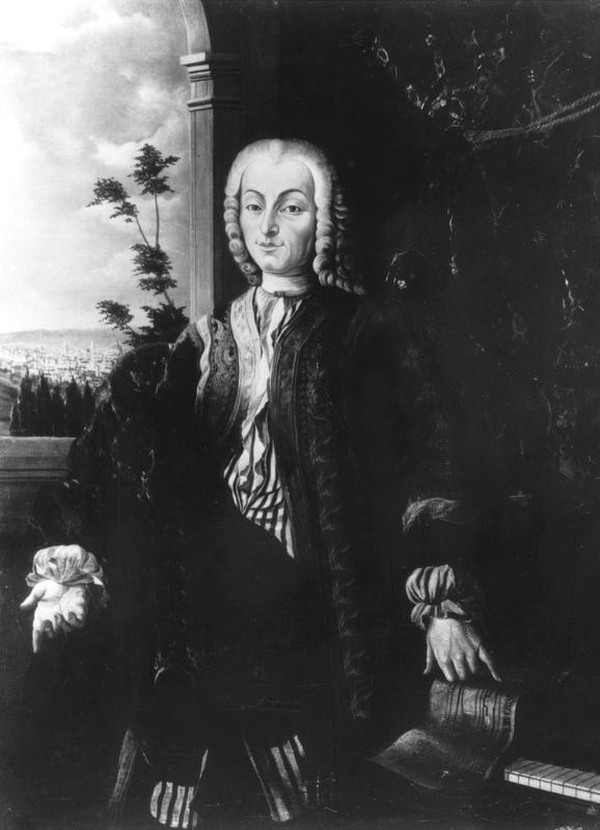
Bartolomeo Cristofori, 1726

- 04. Mai: Bartolomeo Cristofori, italienischer Musikinstrumentenbauer, Erfinder des Hammerklaviers († 1731)
- 13. Mai: Michelangelo dei Conti, unter dem Namen Innozenz XIII. Papst († 1724)
- 30. Mai: Bénédict Pictet, Schweizer evangelischer Geistlicher und Hochschullehrer († 1724)
- 25. Juni: Rinaldo d’Este, Herzog von Modena und Reggio, Kardinal († 1737)
- 07. Juli: Christoph Dientzenhofer, deutscher Baumeister († 1722)
- 12. Juli: Ernst, Herzog von Sachsen-Gotha-Altenburg und Sachsen-Hildburghausen († 1715)
- 16. August: Friedrich Christian, Graf von Schaumburg-Lippe († 1728)
- 21. August: Paul Zeiller, österreichischer Maler († 1738)
- 23. August: Philippe de Bourbon, Herzog von Vendôme, französischer General und Großprior des Malteserordens in Frankreich († 1727)
- 11. September: Mathias Wenzel Jäckel, sorbischer Bildhauer des böhmischen Barock († nach 1738)
- 29. September: Johann Ferdinand von Auersperg, Fürst von Auersperg und Herzog von Schlesien-Münsterberg († 1705)
- 04. Oktober: Lothar Franz von Schönborn, Bischof des Bistums Bamberg und Erzbischof des Bistums Mainz († 1729)
- 02. November: Ferdinand Kettler, Herzog von Kurland († 1737)
- 12. November: Francis Nicholson, britischer Kolonialgouverneur verschiedener amerikanischer Kolonien († 1727)
- 16. November: Alessandro Gherardini, italienischer Maler († 1726)
- 01. Dezember: Wolf Christoph Zorn von Plobsheim, deutscher Architekt († 1721)
- 03. Dezember: Johann Philipp, Regent der Grafschaft Isenburg († 1718)
- 04. Dezember: Karl XI., König von Schweden und in Personalunion Herzog von Zweibrücken († 1697)
- 09. Dezember: Georg Thormann, Schweizer evangelischer Geistlicher († 1708)
- 14. Dezember: Philipp, paragierter Landgraf von Hessen-Philippsthal († 1721)
- 25. Dezember: Carl Gustav Roos, schwedischer Baron und Generalmajor († 1722)

### Genaues Geburtsdatum unbekannt
- Francesco Antonio Giorgioli, italienischer Maler († 1725)

## Gestorben

### Erstes Halbjahr
- 01. Januar: Frans Banninck Cocq, Amsterdamer Regent (* 1605)

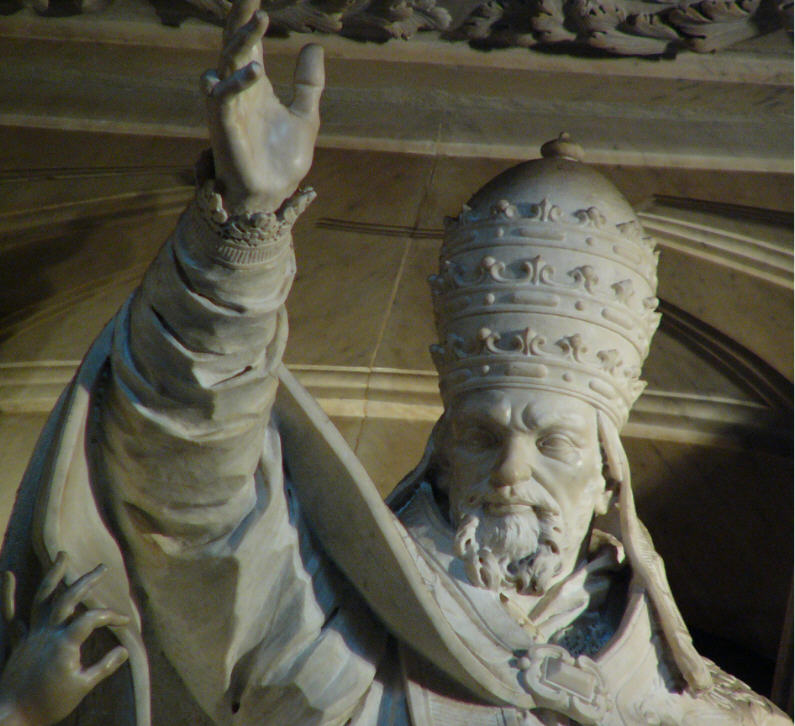
Detail des Grabmals für Innozenz X. in der Kirche Sant’ Agnese in Rom

- 07. Januar: Giovanni Battista Pamphilj, als Innozenz X. Papst (* 1574)
- 07. Januar: Laurids Pedersen Thura, dänischer Orientalist, Pädagoge und Pfarrer (* 1598)
- 08. Januar: Ludwig Philipp von Pfalz-Simmern, Administrator der Pfalz (* 1602)
- 21. Februar: Johann von Schleswig-Holstein-Gottorf, Fürstbischof von Lübeck (* 1606)
- 25. Februar: Daniel Heinsius, Gelehrter der niederländischen Renaissance (* 1580)
- 27. Februar: Francesco Molin, 99. Doge von Venedig (* 1575)
- 12. März: Anna Maßmeyer, Opfer der Hexenverfolgungen des Rates der Stadt Minden (* 1615)
- 12. März: Martin Statius, deutscher evangelischer Theologe (* 1589)
- 23. März: Peter de Spina III., deutscher Mediziner (* 1592)
- 28. März: Kaspar Friederich, Bürgermeister von St. Gallen (* 1572)
- 30. März: James Stewart, 4. Duke of Lennox, schottischer Adeliger (* 1612)
- 03. April: Andrzej Niżankowski, polnischer Organist und Komponist (um 1580)
- 06. April: David Blondel, französischer reformierter Theologe (* 1590)
- 29. April: Cornelis Schut, flämischer Maler (* 1597)
- 30. April: Eustache Le Sueur, französischer Maler (* 1616)
- 02. Mai: Joachim Andreae, niederländischer Politiker, Diplomat und Richter (* um 1586)
- 08. Mai: Edward Winslow, englischer Kolonist und Gouverneur der Plymouth Colony (* 1595)
- 09. Mai: Karl Ferdinand Wasa, Herzog von Oppeln und Ratibor, Fürstbischof von Breslau (* 1613)
- 30. Mai: Christian, Markgraf von Brandenburg-Bayreuth (* 1581)
- 26. Juni: Margarete von Savoyen, Herzogin von Mantua und Montferrat, spanische Vizekönigin von Portugal (* 1589)
- 27. Juni: Anna Katharina Dorothea von Salm-Kyrburg, Herzogin von Württemberg (* 1614)
- 27. Juni: Eleonora Gonzaga, jüngste Tochter von Vincenzo I. Gonzaga, Herzog von Mantua (* 1598)

### Zweites Halbjahr
- 17. Juli: Elisabeth von Hessen-Darmstadt, Gräfin von Nassau-Weilburg (* 1579)
- 21. Juli: Giovanni Burnacini, italienischer Theaterarchitekt und Bühnenbildner (* 1609)
- 24. Juli: Friedrich von Logau, deutscher Dichter des Barock (* 1605)
- 28. Juli: Cyrano von Bergerac, französischer Schriftsteller (* 1619)
- Juli: Grete Adrian, deutsche Bäuerin und Witwe, Opfer der Hexenverfolgung in Rüthen
- 03. September: Johann Wolfart van Brederode, Armeeoberkommandierender der Republik der Vereinigten Niederlande (* 1599)
- 11. September: François Tristan L’Hermite, französischer Schriftsteller (* 1601)
- 19. September: Francisco López de Zúñiga y Meneses, spanischer Offizier und Gouverneur von Chile (* 1599)
- 24. September: Friedrich, Landgraf von Hessen-Eschwege (* 1617)
- 14. Oktober: Daniel Beckher der Ältere, deutscher Mediziner (* 1594)
- 24. Oktober: Pierre Gassendi, französischer Philosoph, Theologe, Mathematiker, Astronom und Physiker (* 1592)
- 26. Oktober: Friedrich Rudolf von Fürstenberg-Stühlingen, Graf von Fürstenberg, Landgraf von Stühlingen, Hofkriegsrat, Oberststallmeister und Oberstfeldzeugmeister der kaiserlichen Armee (* 1602)
- 11. Dezember: Pieter Nuyts, niederländischer Entdecker und Gouverneur (* 1598)
- 17. Dezember: Ukita Hideie, japanischer Daimyō (* 1572)
- 25. Dezember: Friedrich Runge, erster brandenburgischer Kanzler in Hinterpommern (* 1599)
- 31. Dezember: Janusz Radziwiłł, litauischer Adeliger, Magnat und Reichsfürst des Heiligen Römischen Reiches (* 1612)

### Genaues Todesdatum unbekannt
- Pierre de Conty d’Argencour, französischer Festungsbaumeister (* 1575)
- Hans Herstorffer, Dombaumeister zu St. Stephan in Wien
- Sigmund Theophil Gottlieb Staden, deutscher Organist, Komponist, Stadtpfeifer, Maler und Dichter (* 1607)
- Valentin Wagner, deutscher Maler und Zeichner (* um 1610)